# Jared Cowen
Jared Nelson Cowen (* 25. Januar 1991 in Saskatoon, Saskatchewan) ist ein ehemaliger kanadischer Eishockeyspieler. Der Verteidiger bestritt in seiner vergleichsweise kurzen Profikarriere zwischen 2011 und 2016 insgesamt 266 Partien für die Ottawa Senators in der National Hockey League, die ihn im NHL Entry Draft 2009 an neunter Position ausgewählt hatten.

## Karriere
Jared Cowen spielte in der Saison 2006/07 für die Saskatoon Contacts aus der Saskatchewan Midget Hockey League. In derselben Spielzeit ging er auch für die Spokane Chiefs in der Western Hockey League aufs Eis, die ihm im WHL Bantam Draft 2006 in der ersten Runde an Position eins ausgewählt hatten. In seiner zweiten Saison gewann er mit den Spokane Chiefs die Meisterschaft der WHL, den Ed Chynoweth Cup, und den Memorial Cup 2008. Im NHL Entry Draft 2009 wurde er ebenfalls in der ersten Runde, jedoch an der neunten Position, von den Ottawa Senators aus der National Hockey League ausgewählt. Im Februar 2010 unterschrieb Cowen einen Kontrakt über drei Jahre bei den Ottawa Senators. Sein NHL-Debüt gab er am 8. April 2010 im Spiel seiner Senators bei den Tampa Bay Lightning.
Im Februar 2016 wurde Cowen im Rahmen eines größeren Tauschgeschäftes, welches insgesamt neun Akteure betraf, innerhalb der Liga zu den Toronto Maple Leafs transferiert. Diese gaben wenig später bekannt, dass der Verteidiger für die Organisation der Leafs kein Spiel mehr absolvieren würde und man sich aus dem Vertrag mit ihm im Sommer herauskaufen würde (buy-out). Anschließend beendete Cowen bereits seine aktive Karriere.

### International
Für Kanada nahm Cowen an der U20-Junioren-Weltmeisterschaft 2010 und U20-Junioren-Weltmeisterschaft 2011 teil, bei der er mit seiner Mannschaft jeweils den zweiten Platz belegte und die Silbermedaille gewann.

## Erfolge und Auszeichnungen
| - 2008 Ed-Chynoweth-Cup-Gewinn mit den Spokane Chiefs - 2008 Memorial-Cup-Gewinn mit den Spokane Chiefs - 2009 Teilnahme am CHL Top Prospects Game | - 2010 WHL West Second All-Star-Team - 2011 WHL West First All-Star-Team - 2011 Calder-Cup-Gewinn mit den Binghamton Senators |

### International
- 2008 Bronzemedaille bei der World U-17 Hockey Challenge
- 2008 Goldmedaille beim Ivan Hlinka Memorial Tournament
- 2010 Silbermedaille bei der U20-Junioren-Weltmeisterschaft
- 2011 Silbermedaille bei der U20-Junioren-Weltmeisterschaft

## Karrierestatistik

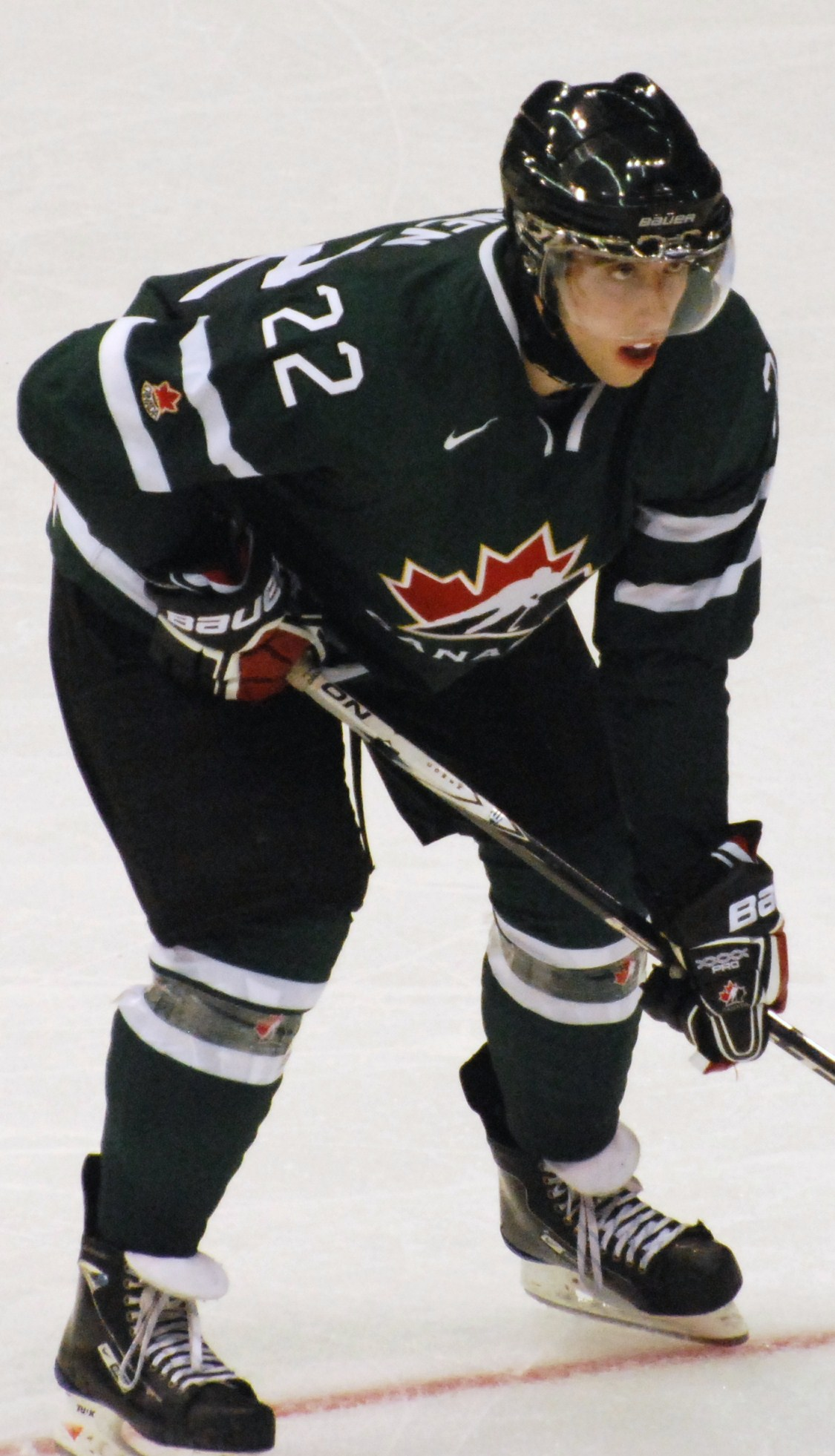
Cowen im Trikot der kanadischen U20-Nationalmannschaft (2010).

### International
Vertrat Kanada bei:
- World U-17 Hockey Challenge 2008
- Ivan Hlinka Memorial Tournament 2008
- U20-Junioren-Weltmeisterschaft 2010
- U20-Junioren-Weltmeisterschaft 2011

(Legende zur Spielerstatistik: Sp oder GP = absolvierte Spiele; T oder G = erzielte Tore; V oder A = erzielte Assists; Pkt oder Pts = erzielte Scorerpunkte; SM oder PIM = erhaltene Strafminuten; +/− = Plus/Minus-Bilanz; PP = erzielte Überzahltore; SH = erzielte Unterzahltore; GW = erzielte Siegtore; 1 Play-downs/Relegation; Kursiv: Statistik nicht vollständig)